# Farancia abacura
Farancia abacura är en ormart som beskrevs av den amerikanske herpetologen John Edwards Holbrook 1836. Farancia abacura ingår i släktet Farancia, och familjen snokar. IUCN kategoriserar arten globalt som livskraftig.

## Underarter
Arten delas in i följande underarter:
- F. a. abacura
- F. a. reinwardtii

## Utbredning
Farancia abacura förekommer i sydöstra delen av USA, i delstaterna Alabama, Arkansas, Florida, Georgia, Illinois, Kentucky, Louisiana, Mississippi, Missouri, North Carolina, Oklahoma, South Carolina, Tennessee, Texas och Virginia.

## Habitat
Ormen trivs i tät vegetation i träskmarker och i närheten av små vattendrag.